# 600. pr. Kr.
◄ | 7. stoljeće pr. Kr. | 6. stoljeće pr. Kr. | 5. stoljeće pr. Kr. | ►
◄ | 630-ih pr. Kr. | 620-ih pr. Kr. | 610-ih pr. Kr. | 600-ih pr. Kr. | 590-ih pr. Kr. | 580-ih pr. Kr. | 570-ih pr. Kr. | ►
◄◄ | ◄ | 603. pr. Kr. | 602. pr. Kr. | 601. pr. Kr. | 600 pr. Kr. | 599. pr. Kr. | 598. pr. Kr. | 597. pr. Kr. | ► | ►►
Astronomija

## Događaji
- Nabukodonosor dao sagraditi Semiramidine viseće vrtove.

## Rođenja
- Kir Veliki, vladar Perzije (godina rođenja prema Starom zavjetu).